# Pogonoperca ocellata
Pogonoperca ocellata, tên thông thường trong tiếng Anh là Indian soapfish, là một loài cá biển thuộc chi Pogonoperca trong họ Cá mú. Loài này được mô tả lần đầu tiên vào năm 1859.
Gọi là "cá xà phòng" là vì khi bị kích động, P. ocellata, cũng như tất cả các loài thuộc phân họ Grammistinae, sẽ tiết ra một chất nhầy có độc để bảo vệ cơ thể.

## Phân bố và môi trường sống
P. ocellata có phạm vi phân bố tương đối rộng rãi ở vùng biển Ấn Độ Dương, nhưng hiếm thấy. Ở Ấn Độ Dương, loài này được tìm thấy tại các hòn đảo xung quanh Madagascar (nhưng không lại có mặt tại đảo này); vịnh Mannar ở phía đông nam của Ấn Độ và Maldives; quần đảo Andaman và phía đông biển Andaman, trải dài xuống đảo Sumatra và Java. Ở phía tây Thái Bình Dương, P. ocellata đã được tìm thấy tại vùng biển Việt Nam. P. ocellata sống xung quanh các rạn san hô hay các rạn đá ngầm ở độ sâu khoảng 100 m trở lại.

## Mô tả
Chiều dài cơ thể lớn nhất được ghi nhận ở P. ocellata là gần 30 cm. Cá trưởng thành có những đốm trắng chi chít phủ đầy cơ thể, lan rộng sang cả các vây. Thân có màu nâu xám. Đỉnh đầu và dọc theo lưng có nhiều dải đốm màu đen; trong đó có một dải băng qua mắt. Loài này có một nắp da đặc trưng ở ngay cằm của nó.
Số gai ở vây lưng: 8; Số tia vây mềm ở vây lưng: 12 - 13; Số gai ở vây hậu môn: 2; Số tia vây mềm ở vây hậu môn: 8; Số tia vây mềm ở vây ngực: 15 - 17.
Thức ăn của P. ocellata là những loài cá nhỏ hơn, và cũng bao gồm các động vật giáp xác và động vật thân mềm. Loài này hầu như không được đánh bắt.